# Референт (лингвистика)
Рефере́нт (от лат. referens «относящий, сопоставляющий») — объект внеязыковой действительности, подразумеваемый автором конкретного речевого отрезка; предмет референции. Референт некоторого речевого отрезка может принадлежать не только реальному миру, но и воображаемому, например, быть персонажем художественного произведения.

Компоненты знаковой ситуации в семиотике

Термин «референт» ввели в 1923 году Ч. Огден и А. Ричардс для выделения косвенного характера отношения референта к имени или знаку, связанному с референтом только через понятие. В современной лингвистике, логике и философии термин употребляется в другом смысле: референция, как правило, непосредственно связывает референт и указывающий на него знак (имя). Таким образом, референция — это соотнесение знака с объектами внеязыковой действительности в процессе коммуникации. Термин имеет широкое и узкое трактование. При широком толковании каждое слово высказывания имеет свой референт, а в узком смысле референция — лишь соотнесённость слова с частью объектов, принадлежащих обозначаемому словом классу, которые говорящие выделяют в своём сознании. Осуществление референции производится посредством референциального выбора.
Референт слова не изменяется при изменении грамматической формы (числа, определённости/неопределённости и т. п.. например, «машина» — «машины»), но может измениться вслед за изменением лексического значения (например, дискретность/недискретность: «трава» — «травинка»).